# Miss Peregrine's Home for Peculiar Children (film)
Miss Peregrine's Home for Peculiar Children er en amerikansk fantasyfilm fra 2016. Filmen er instrueret af Tim Burton, skrevet af Jane Goldman, og har Asa Butterfield, Eva Green, Samuel L. Jackson og Ella Purnell i hovedrollerne.
Filmen er baseret på romanen med samme navn af Ransom Riggs. 

## Handling
En 16 år gammel dreng ved navn Jacob Portman kommer ved et uheld til en mystisk ø hvor han hjælper en gruppe besynderlige forældreløse børn på Miss Peregrine's School for Peculiar Children, mens han beskytter dem og leder væk fra frygtelige væsener som er ude efter dem.

## Medvirkende
- Asa Butterfield som Jacob Portman
- Eva Green som Miss Peregrine
- Samuel L. Jackson som Barron
- Ella Purnell som Emma Bloom
- Allison Janney som Dr. Golan
- Terence Stamp som Abraham Portman
- Judi Dench som Miss Avocet
- Chris O'Dowd
- Rupert Everett
- Kim Dickens
- Tim Burton (gæsteoptræden)